# Gorky Park (альбом)
Gorky Park — дебютный студийный альбом московской рок-группы Gorky Park (с англ. — «Парк Горького»), выпущенный фирмой Mercury Records (компании PolyGram Records, Inc.) на грампластинках, компакт-дисках и аудиокассетах в США 8 августа 1989 года. Записан на английском языке. Является единственным альбомом, записанным при участии солиста Николая Носкова и продюсера Стаса Намина.
Альбом состоит из 11 песен и был записан в студиях Ванкувера, Филадельфии и Нью-Джерси с марта по апрель 1989 года. Тексты для альбома написали поэты-песенники Michael Berardi и Gregory Schwartz («Bang», «Hit Me with the News», «Child of the Wind», «Action»), Александр Григорьев («Try to Find Me», «Sometimes at Night»), Judith Zocchi («Within Your Eyes», «Danger»), Ирина Антонян и Карен Кавалерян («Fortress»), Джон Бон Джови и Ричи Самбора («Peace in Our Time»), Пит Таунсенд («My Generation»). Вся музыка в альбоме была написана и аранжирована Gorky Park, кроме «Peace in Our Time» (Bon Jovi) и «My Generation» (музыка: Пит Таунсенд, аранжировка: Gorky Park).
Благодаря этому альбому Gorky Park («Парк Горького») стала первой советской рок-группой, которая подписала контракт с американской компанией и добилась успеха за пределами СССР, завоевав себе место на международной рок-сцене. Альбом достиг 80 места в чарте Billboard 200 в американском журнале Billboard и содержит два сингла, которые попали в чарты журнала: «Bang» и «Try to Find Me». Их прорывной сингл «Bang» достиг 41 места в чарте Album Rock Tracks, а «Try to Find Me» достиг 81 места в чарте Billboard Hot 100.
В США за первые три недели продаж альбом разошёлся тиражом в 300 тысяч экземпляров, а через год в Дании группа получила «золотой» сертификат за продажи альбома в 50 тысяч экземпляров. Были сняты видеоклипы на «Fortress», «Bang», «My Generation» и «Peace in Our Time». Видеоклип на песню «Bang» попал в эфир американского телеканала MTV, где продержался два месяца. Ролик достиг третьего места в хит-параде Dial MTV, который составляется на основе телефонных звонков зрителей.

## История создания

### Создание группы
Идея создать англоязычную группу с целью покорить американский и мировой рынки, название «Парк Горького» и логотип из первых двух букв «GP» в виде серпа и молота были придуманы Стасом Наминым во время первого гастрольного тура его коллектива «Группа Стаса Намина» (экс-«Цветы») по США и Канаде в сентябре 1986 года. Приехав в Москву, Намин разработал логотип вместе с художником и дизайнером Павлом Шегеряном, а после декабрьской поездки в Японию выбрал в качестве стиля группы наиболее популярный в то время в Америке глэм-рок. В январе 1987 года Намин начал набирать музыкантов для своего проекта. По словам Намина, группа создавалась с нуля и формировалась по принципу «собрать лучших музыкантов страны». В итоге в состав «Парка Горького» вошли профессионалы, которые раньше играли в известных группах. Вокалист Николай Носков и лидер-гитарист Алексей Белов раньше работали в группе «Москва», записавшей альбом композитора Давида Тухманова «НЛО» (1982). Помимо этого Белов несколько лет занимался аранжировками для «Цветов» в студии Намина, поэтому он был взят в группу не только как гитарист, но и как аранжировщик. Белов также расписывал клавишные и закладывал их в компьютер (программирование клавишных). Бас-гитарист Александр Миньков играл в «Цветах» (1983—1985), а барабанщик Александр Львов одно время был в составе «Арии» (1985) и работал звукорежиссёром группы «Цветы» (1985—1987). Носков не сразу согласился участвовать в группе: Намину пришлось его долго уговаривать, убеждая в том, что Белов не сможет навредить проекту. В результате коллектив из четырёх человек сформировался в октябре 1987 года и начал репетировать в студии Намина, которая располагалась в небольшой комнате Зелёного театра парка Горького.

### Запись демо-альбома и презентация группы
Музыканты отрабатывали стиль, имидж и репертуар на английском языке, делая демонстрационные записи. За месяц группа записала в студии музыкального центра Намина 10-трековый демо-альбом Hit Me with the News для выпуска пластинки в США. Тексты песен были написаны канадским поэтом (Александр Григорьев), а музыка была придумана, в основном, самими участниками. Две песни — «The Girl from New York City» и «You Were Just a Girl» — были представлены группой в качестве промо для американской телерадиосети CBS.
Впервые Намин представил свой новый проект во Дворце спорта «Звёздный» в Липецке в середине января 1988 года, где квартет выступил на разогреве у «Цветов». В феврале Намин взял вторым гитаристом в группу Александра Яненкова, который несколько лет работал в «Цветах» (1983—1987) и своим обаянием на сцене привлекал внимание поклонниц хард-рока. В таком составе они выступили в спорткомплексе «Олимпийский» в том же месяце. В феврале музыканты познакомились с американским актёром Арнольдом Шварцнеггером, который приехал в Москву для съёмок фильма «Красная жара» и посетил только что открывшийся «Центр Стаса Намина». В марте в Москву со своей съёмочной группой приехал известный промоутер Дон Кинг и снял передачу о музыкальном «Центре Стаса Намина» и о проекте «Парк Горького». Тогда же он снял первый видеоклип группы на песню «Fortress» (с англ. — «Крепость»), который был показан в шоу Дона Кинга «Only in America» (с англ. — «Только в Америке») в апреле. Это был телевизионный дебют «Парка Горького» для американской аудитории. 7 марта коллектив сыграл на концерте «Музыканты за мир» в УСЗ ЦСКА. С 16 по 26 апреля «Парк Горького» выступил на разогреве на десяти концертах группы Scorpions в ленинградском спортивно-концертном комплексе имени В. И. Ленина. 27 мая коллектив выступил на международном фестивале «Праздник мира» в Зелёном театре Парка Горького. Весной состоялись первые выступления группы на телевидении в популярных программах «Музыкальный лифт», «Что? Где? Когда?» и «Взгляд».

### Запись альбома
В апреле 1988 года Намин познакомился в Нью-Джерси с президентом гитарной фирмы Kramer Guitars, Деннисом Берарди. Намин показал ему свой проект и предложил стать американским менеджером «Парка Горького». Символом группы и частью имиджа стала гитара в форме балалайки. Помимо этого в Нью-Джерси Намин попросил Джона Бон Джови и Ричи Самбора помочь Gorky Park написать несколько английских текстов, на что музыканты согласились помочь. 24 июля «Парк Горького» вместе с их менеджером Наминым улетел в Нью-Йорк для съёмок на телевидении, знакомства с известными рок-музыкантами и записи в студии Sanctuary Sound Studios у Денниса Берарди демо «My Generation» для компиляции Make a Difference Foundation. В Америке коллектив провёл всего один месяц. 25 августа группа выступила с песнями «You Were Just a Girl» и «Hit Me with the News» на стадионе «Измайлово» на московском автомобильном ралли «Директор 88». В декабре Намин с помощью Берарди пригласил на три дня в свой московский «Центр» президента американской фирмы PolyGram, Дика Эшера, для подписания контракта с группой. Вместе с Эшером приехал его заместитель и группа Bon Jovi со своим менеджером Доком МакГи. Таким образом был подписан первый в истории СССР прямой контракт американского лейбла с советскими музыкантами. После подписания контракта «Парк Горького» отыграл короткий сет, который включал в себя композицию «My Generation», а затем Bon Jovi присоединился к группе для джем-сейшна из «Blue Suede Shoes» и «Mean Woman Blues». Во время этого визита Намин договорился с менеджером Bon Jovi об организации в Москве летнего рок-фестиваля мирового класса, а взамен обещал помочь с выпуском альбома New Jersey на Всесоюзной фирме «Мелодия» на грампластинках.
10 февраля 1989 года группа выступила на малой спортивной арене Олимпийского комплекса «Лужники» в рамках шоу-программы «Лауреаты Звуковой дорожки-88». Выход на сцену объявил американский музыкант Фрэнк Заппа. 15 февраля 1989 года Намин отправил группу «Парк Горького» на полгода в Америку для записи альбома. Сначала музыканты приехали в Нью-Джерси для создания демонстрационных записей в студии Sanctuary Sound Studios у Денниса Берарди, а затем фирма Polygram предоставила им саунд-продюсера Брюса Фейрбейрна и в марте под его руководством группа записала первые четыре трека для будущего альбома в студии Little Mountain Studios в Ванкувере (Канада): «Sometimes at Night», «My Generation», «Within Your Eyes», «Fortress». Тексты для этих песен написали поэты-песенники Александр Григорьев («Sometimes at Night»), Judith Zocchi («Within Your Eyes»), Ирина Антонян и Карен Кавалерян («Fortress») и Пит Таунсенд («My Generation»). Григорьев был русским поэтом, который жил в Канаде, а в 70-х годах был участником советского ансамбля «Красные маки». По словам Белова, Фейрбейрн предоставил студию бесплатно на две недели, поскольку музыканты группы Aerosmith уехали на отдых. Многие песни из московского демо-альбома не были записаны из-за того, что они звучали в стиле Van Halen и Whitesnake, а группа хотела сохранить свою индивидуальность в музыке. По словам музыкантов, для создания собственного стиля они совместили современный западный рок-н-ролл с классической музыкой и фольклором России. Именно поэтому в кавер-версии песни «My Generation» группы The Who звучит аранжировка из песни «Вставайте, люди русские!» русского композитора Сергея Прокофьева. В качестве основного языка для исполнения песен музыканты выбрали английский, поскольку, по их мнению, это язык рок-музыки, но в некоторых песнях они вставляют в текст русские слова, чтобы показать, что они русские и они гордятся этим.
После записи первых песен к Фейрбейрну приехал вице-президент отдела A&R компании PolyGram Records Джим Льюис (Jim Lewis), который курировал проект. Фейрбейрн сказал ему, что группа не нуждается в саунд-продюсере, музыканты сами могут продюсировать свои записи, им нужен лишь хороший звукорежиссёр. Льюис принял решение отправить группу в Филадельфию (Пенсильвания, США), где звукорежиссёр Митч Голдфарб (Mitch Goldfarb) был владельцем собственной студии Kajem West в Гладвине, пригороде Филадельфии. Перед тем, как «Парк Горького» уехал в Филадельфию, музыкантам предоставили 11 дней перерыва, за которые они сочинили и отаранжировали восемь новых песен в студии Sanctuary Sound Studios в Нью-Джерси, и уехали в Филадельфию полностью готовыми.
В апреле 1989 года группа записала семь песен в студиях Kajem/Victory Studios в Филадельфии (Пенсильвания, США): «Bang», «Try to Find Me», «Hit Me with the News», «Child of the Wind», «Danger», «Action». Здесь же была записана песня «Lonely Girl», которая не попала в альбом, а была включена в немецкое и голландское издание сингла «Bang». Руководил записью звукорежиссёр Митч Голдфарб (Mitch Goldfarb) и группа Gorky Park. Тексты для этих песен написали поэты-песенники Michael Berardi и Gregory Schwartz («Bang», «Hit Me with the News», «Child of the Wind», «Action», «Lonely Girl»), Александр Григорьев («Try to Find Me») и Judith Zocchi («Danger»). По мнению Белова, основным автором нескольких песен является Грегори Шварц, а Майкл Берарди был вписан в соавторы, поскольку является родным братом их менеджера Денниса Берарди. Помимо этого в песне «Bang» фразу «Bang! Say Да! Да! Да!» придумал Белов. Аранжировку к композиции «Bang» придумал Носков, она содержит перкуссионную секцию «удар молота по наковальне» и двуязычный хук, а в самом начале музыканты хором поют мотив русской народной песни «Утушка луговая». Источником вдохновения для написания акустической баллады «Try to Find Me» послужила газетная статья о самоубийствах среди подростков в различных странах. Песня призывает молодых людей не отчаиваться и постараться лучше понять друг друга, а в её записи принял участие негритянский хор из Филадельфии, состоящий из четырёх человек: Annette Hardeman, Gabriel Hardeman, Charlene Holloway, Paula Holloway.
Ещё одна композиция «Peace in Our Time» была придумана участниками группы Bon Jovi (Джон Бон Джови и Ричи Самбора) и записана совместно в студии, расположенной в подвале дома Джона Бон Джови в Нью-Джерси. По признанию участников группы, она не является политической песней и лишь выражает потребность любого человека, который хотел бы видеть немного больше мира в своё время:
Когда мы снова встретились, Джон сказал, что они с Ричи написали для нас песню «Peace in Our Time». Она была записана за одну дождливую ночь в доме Джона, когда мы джемовали. Тико Торрес играл на ударных, Ричи — на соло-гитаре, Большой Саша — на басу, Ян и я — на акустической гитаре, и все мы исполняли бэк-вокал. — Алексей Белов
Запись альбома длилась полтора-два месяца, после чего музыканты уехали в Лос-Анджелес, где режиссёр Крис Пэйнтер (Chris Painter) снял видеоклип на песню «Bang». 16 июня кинорежиссёр-документалист Мартин Торгофф (Martin Torgoff) снял в Филадельфии для компании PolyGram Records промо-видео «Gorky Park In America», по сюжету которого музыканты знакомятся на улице с местными жителями и играют рок в студии Kajem/Victory Studios.

### Выпуск альбома
Премьера видео на песню «Bang» состоялась на телеканале MTV 1 августа, где оно продержалось в эфире семь недель в плейлисте «средней» категории ротации Medium (два-три показа в день), включая показ в программе Headbangers Ball 5 августа. Ролик достиг третьего места в хит-параде Dial MTV, который составляется на основе телефонных звонков зрителей. 8 августа фирма Mercury Records выпустила на физических носителях сингл «Bang», состоящий из трёх треков — «Bang», «Action» и «Lonely Girl».
8 августа 1989 года фирма Mercury Records (компании PolyGram Records, Inc.) выпустила альбом под названием Gorky Park на грампластинках, компакт-дисках и аудиокассетах в США. Со слов Намина, альбом намеренно был выпущен перед выступлением на московском фестивале, чтобы сделать мощную рекламу для группы. По словам гитариста Яненкова, представитель американской компании сообщил ему по телефону о том, что к концу недели после фестиваля Moscow Music Peace Festival было продано 150 тысяч копий альбома. Как утверждает менеджер Деннис Берарди, за первые две недели было продано 250 тысяч копий альбома. По официальным данным в США за первые три недели продаж альбом разошёлся тиражом в 300 тысяч экземпляров. По словам соло-гитариста Белова, представитель компании PolyGram сообщил ему летом 1990 года, что тираж альбома Gorky Park в США составил 600 тысяч экземпляров (наравне с продажами альбома Hot in the Shade группы Kiss). Альбом был выпущен в нескольких странах: в США компания PolyGram Records выпустила альбом на фирме Mercury Records, в Европе — на фирме Vertigo Records (на релизах стоял логотип родительской компании Phonogram Inc.), а в Японии — на фирме Nippon Phonogram. В октябрьском номере японского журнала Music Life отметили, что «Парк Горького» является первой российской группой, которая заключила крупную сделку на Западе.
9 августа 1989 года «Парк Горького» вместе с Bon Jovi, Mötley Crüe, Ozzy Osbourne, Scorpions, Cinderella и Skid Row прилетел на чартерном самолёте Boeing 757 из Америки в Москву для выступления на «Московском международном фестивале мира», организованным Наминым на московском стадионе «Лужники». Фестиваль был проведён в рамках благотворительной акции «Рок-музыканты против алкоголизма и наркомании», все средства от которого были переданы организации «Здоровье и мир», а также вложены в различные оздоровительные программы. Коллективы, участвовавшие в концерте, перевели свои гонорары в американский фонд Make A Difference Foundation («Иной выбор»), борющийся против алкоголизма и наркомании. Фестиваль торжественно отметил окончание «холодной войны», наступление гласности и 20-летие Вудстокского фестиваля. 12 и 13 августа Gorky Park исполнил восемь песен с альбома перед 100-тысячной аудиторией, а под вечер вместе с группой Scorpions музыканты отыграли джем-сейшн «Long Tall Sally»/«Blue Suede Shoes». Оба дня программа фестиваля была одинаковая. По данным немецкого издания журнала Metal Hammer, за два дня фестиваль посетило более 200 тысяч человек. Концерт транслировался по MTV на 50 стран мира для миллионной аудитории. После этого выступления Носков потерял голос из-за несмыкания голосовых связок и был срочно прооперирован в Боткинской больнице, поскольку через четырнадцать дней у группы был запланирован рекламный тур по клубам США в поддержку выхода альбома.
В октябре 1989 года в рамках культурного обмена рокеры отправились в тур по клубам и старшим школам США, где обсуждали жизнь на родине, показывали домашние видео (и современные советские музыкальные клипы) и выступали с акустическим сетом в каждой школе. 27 октября группа выступила в ночном клубе Backstreets в городе Рочестер в штате Нью-Йорк, где помимо «My Generation» и «Peace in Our Time» впервые исполнила импровизацию «Song of the Volga Boatman» (с англ. — «Песня волжского лодочника») (также известную как «Эй, ухнем»). Тогда же режиссёр Виктор Гинзбург снял видеоклип на песню «My Generation», ремейк одноимённой композиции группы The Who. Видео было впервые презентовано в старшей школе Buffalo Grove High School в пригороде Чикаго 16 ноября. Кавер-версия песни «My Generation» группы The Who и концертный джем-сейшн со Scorpions вошли в компиляцию Make a Difference Foundation, выпущенную Mercury Records 21 ноября.
12 декабря 1989 года фирма Mercury Records выпустила на физических носителях сингл «Peace in Our Time», состоящий из двух треков — «Peace in Our Time» и «Hit Me with the News». В начале декабря режиссёр Джон Смолл (Jon Small) снял видеоклип на «Peace in Our Time» в рок-клубе The Ritz в Нью-Йорке. По словам колориста Винни Виоланди (Vinny Violandi), во время постпродакшна было сложно добиться согласованности цвета/освещения между различными наборами кадров, поскольку это была съёмка несколькими камерами и использовалось очень яркое и красочное освещение. После съёмок клипа группа устроила прощальную вечеринку в Hard Rock Cafe в Нью-Йорке, после чего вернулась в СССР. Премьера видео состоялась на телеканале MTV в программе Headbangers Ball 30 декабря, где оно продержалось в эфире больше трёх месяцев.
В феврале 1990 года с целью рекламы своего дебютного альбома группа отправилась в США с туром по старшим школам, где участники коллектива разговаривали с подростками о таких проблемах, как злоупотребление наркотиками, мир во всём мире и жизнь в странах советского блока. Встречи записывались для транслируемого в Америке шоу «Youthquake». 16 февраля Gorky Park был приглашён в качестве специального гостя на рестлинг-шоу USWA, где был представлен зрителям известным рестлером Керри фон Эрихом и музыканты вышли на сцену под песню «Bang». 20 февраля фирма Mercury Records выпустила на физических носителях сингл «Try to Find Me» (с англ. — «Постарайся найти меня»), состоящий из трёх треков: «Try to Find Me (Edit)», «Lonely Girl» и «Sometimes at Night». Ближе к концу тура участникам коллектива сообщили, что их менеджеры (Dennis Berardi & Tres Thomas) пропали вместе с деньгами группы. Менеджмент не заплатил группе заработки в размере 200 тысяч долларов. Компания PolyGram Records хотела заставить музыкантов компенсировать ущерб, в ответ «русские» решили подать в суд на компанию. Адвокат Носкова посоветовал ему не участвовать в этом, в результате чего солист покинул коллектив и через некоторое время уехал обратно в СССР. 7 апреля «Парк Горького» выступил с песней «Try to Find Me» на ежегодном благотворительном концерте Farm Aid на куполообразном стадионе The Hoosier Dome в Индианаполисе перед 60-тысячной аудиторией, где Носкова у микрофона впервые заменил бас-гитарист Миньков, хотя музыканты до последнего верили в появление солиста на сцене. Компания PolyGram Records предлагала группе нового «американского» солиста, но, получив отказ, расторгнула с ней контракт. После этого «Парк Горького» не смог подписать новый контракт ни с одной американской рекорд-компанией.
Весной 1990 года у группы появился скандинавский менеджер, который прилетел из Европы и заявил о том, что альбом пользуется там популярностью и предложил подписать контракт на турне по странам Скандинавии. По словам Белова, человек представился бывшим менеджером The Rolling Stones, а позже оказался аферистом. 29 июня «Парк Горького» выступил хедлайнером на фестивале Roskilde Festival в Дании, где собралось 30 тысяч зрителей. После выступления группе вручили «золотой» сертификат за продажу 50 тысяч экземпляров компакт-диска в Дании. 20 июля группа исполнила песню «Try to Find Me» на церемонии открытия «Игр доброй воли» в Сиэтле (США).
Осенью 1990 года скандинавский менеджер группы исчез, поселив её в маленьком домике в Статен-Айленде в Нью-Йорка. Сначала у музыкантов конфисковали машину, а затем отключили электричество. Несмотря на это, они подключились к розетке пустовавшего соседнего дома и следующие три месяца записывали в ночное время демо для нового альбома. В начале 1991 года у группы появился другой менеджер, который перевёз их в Калифорнию для записи нового альбома Moscow Calling. Когда материал был закончен, Gorky Park подписал контракт с немецкой фирмой BMG Ariola München GmbH на выпуск альбома в Европе.

## Критика
В февральском номере 1989 года немецкого издания журнала Metal Hammer в статье о приезде Bon Jovi в Москву главный редактор Эдгар Клюзенер описал Gorky Park следующим образом:
В отличие от «Круиза» или «Мастера», «Парк Горького» — это более коммерческий хард-рок с русскими нотками, но в то же время это группа с потрясающим чутьём на хорошие мелодии и риффы, технически почти совершенна, имеет блестящего певца и при этом полна необузданной силы. — Edgar Klüsener (Metal Hammer 2/89)
11 августа 1989 года главный редактор немецкого издания журнала Metal Hammer Эдгар Клюзенер оценил альбом в семь баллов из семи, увидев в нём «необычные акценты, которые раскрываются слушателю только после многократного прослушивания». Среди всех песен в альбоме рецензент отметил современную интерпретацию кавер-версии The Who «My Generation», гимн «Peace in Our Time», первый трек «Bang» и «Hit Me with the News». В рубрике Soundcheck, которая формируется на основе мнения сотрудников журнала, альбом набрал 5,25 баллов из семи возможных.
21 августа 1989 года редактор британского издания журнала Metal Hammer Малкольм Доум оценил альбом в три балла из пяти. По мнению критика, Gorky Park имеет «ярко выраженную американскую мелодичную хард-роковую позицию вкупе с некоторыми атрибутами русского стиля», например, в «Bang» есть намёк на русскую оркестровую тему, а кавер на композицию The Who «My Generation» для участников «Парка Горького» это «просьба к пробуждающейся молодёжи России». В остальных песнях стиль группы более приглушён: «Within Your Eyes» имеет много общего с Whitesnake, а «Hit Me with the News» и «Child of the Wind» — с Билли Сквайером и его сочетанием электро-битов с рок-музыкой.
2 сентября 1989 года в обзоре американского журнала Billboard автор упомянул, что команда Bon Jovi приложила свою руку к продюсированию альбома, а трек «Bang», по мнению автора, вполне уместно звучал бы на рок-радио.
28 сентября 1989 года в немецком журнале Bravo в мини-обзоре альбома подчеркнули «первоклассные песни» и «отличные гитары».
Музыкальный критик сайта AllMusic Кертис Циммерманн заметил, что дебютный альбом очень похож на большинство релизов в стиле хэйр-метал конца 80-х, и содержит заглавный трек «Bang» со смесью русской и английской лирики, совместную с Bon Jovi балладу «Peace in Our Time» об окончании холодной войны и странный, по мнению автора, кавер на песню «My Generation» группы The Who в стиле хэйр-метал.
24 февраля 1990 года в кратком обзоре сингла «Try to Find Me» в журнале Billboard автор пояснил, что «русские рокеры исполняют проникновенную акустическую балладу, оттенённую замысловатыми электрическими риффами».

### Рейтинги
В 2011 году редакция журнала TimeOut поместила песню «Bang» в список «100 песен, изменивших нашу жизнь».

## Список композиций
| №   | Название               | Текст песни                       | Музыка                                                                                                 | Длительность                    |
| --- | ---------------------- | --------------------------------- | --- | ------------------------------- |
| 1.  | «Bang»                 | Michael Berardi, Gregory Schwartz | Gorky Park (включает фрагмент русской народной песни «Утушка луговая»)                                 | 4:52                            |
| 2.  | «Try to Find Me»       | Alexander Grigoriev               | Gorky Park                                                                                             | 5:12                            |
| 3.  | «Hit Me with the News» | Michael Berardi, Gregory Schwartz | Gorky Park                                                                                             | 3:54                            |
| 4.  | «Sometimes at Night»   | Alexander Grigoriev               | Gorky Park                                                                                             | 5:10                            |
| 5.  | «Peace in Our Time»    | Jon Bon Jovi, Richie Sambora      | Jon Bon Jovi, Richie Sambora                                                                           | 5:59                            |
| 6.  | «My Generation»        | Pete Townshend of The Who         | Пит Таунсенд, Gorky Park (аранжировка; включает фрагмент «Вставайте, люди русские!» Сергея Прокофьева) | 4:51                            |
| 7.  | «Within Your Eyes»     | Judith Zocchi                     | Gorky Park                                                                                             | 4:57                            |
| 8.  | «Child of the Wind»    | Michael Berardi, Gregory Schwartz | Gorky Park                                                                                             | 5:25                            |
| 9.  | «Fortress»             | Ирина Антонян, Карен Кавалерян    | Gorky Park                                                                                             | 4:10                            |
| 10. | «Danger»               | Judith Zocchi                     | Gorky Park                                                                                             | 3:32                            |
| 11. | «Action»               | Michael Berardi, Gregory Schwartz | Gorky Park                                                                                             | 3:55 (бонусный трек на CD и MC) |

## Участники записи
Участники группы
- Николай Носков — вокал, бэк-вокал, аранжировка «Bang»[12][61]
- Алексей Белов — гитара-балалайка, клавишные, бэк-вокал, аранжировки[5]
- Александр Миньков («Big» Sasha) — бас-гитара, бэк-вокал
- Ян Яненков — гитара, акустическая гитара
- Александр Львов («Little» Sasha) — ударные

Менеджмент группы
- Стас Намин — исполнительный продюсер
- Berardi-Thomas Entertainment, Inc (Dennis Berardi & Tres Thomas) — менеджмент

Участники записи «Sometimes at Night», «My Generation», «Within Your Eyes», «Fortress»
- Bruce Fairbairn — саунд-продюсер, звукоинженер сведения
- Mike Fraser — звукоинженер записи и сведения
- Ken Lomas — помощник звукоинженера
- Little Mountain Studios — студия звукозаписи в Ванкувере (март 1989)[10]

Участники записи «Bang», «Try to Find Me», «Hit Me with the News», «Child of the Wind», «Danger», «Action»
- Mitch Goldfarb — саунд-продюсер (при участии Gorky Park), звукоинженер записи и сведения
- Brooke Hendricks — помощник звукоинженера
- Brian Stover — помощник звукоинженера
- Annette Hardeman, Gabriel Hardeman, Charlene Holloway, Paula Holloway — хор в «Try to Find Me»
- Kajem/Victory Studios — Kajem West, Gladwyne, PA — студия звукозаписи в Гладвине, пригород Филадельфии (апрель 1989)
- Kajem/Victory Studios — Victory East, Philadelphia, PA — студия звукозаписи в Филадельфии, Пенсильвания (апрель 1989)

Участники записи «Peace in Our Time»
- Джон Бон Джови — вокал, аранжировка, текст
- Ричи Самбора — гитара, аранжировка, текст
- Тико Торрес — ударные
- Obie O’Brien — звукоинженер записи и сведения
- John «Joy Boy» Moyer — помощник звукоинженера
- Nick «The Pig» DiDia — помощник звукоинженера
- Sanctuary Sound Studios — студия звукозаписи в Нью-Джерси (апрель 1989)
- The Warehouse/J.E.M. Studios, Philadelphia — студия звукозаписи в Филадельфии (апрель 1989)

Оформление альбома
- Patti Drosins, Michael Bays — художественное оформление
- Sheryl Lutz-Brown — дизайнер альбома
- Carrie Hamilton — помощник дизайнера
- Юрий Балашов — дизайнер логотипа «G.P.»
- Carolyn Greyshock — фотография группы

## Чарты
9 сентября 1989 года альбом Gorky Park дебютировал на 133 месте в чарте Top Pop Albums (ныне — Billboard 200) американского журнала Billboard, где через три недели достиг 80 места, выше которого больше не поднимался, и всего пробыл в чарте 21 неделю. 18 августа альбом дебютировал на 56 месте чарта Top 60 LP’s американского журнала The Hard Report, где через месяц достиг пикового 39 места и всего провёл в чарте шесть недель. 9 сентября альбом дебютировал на 160 месте чарта Top 200 Albums американского журнала Cashbox, где через месяц достиг пикового 80 места и всего пробыл в чарте 22 недели. 14 октября альбом дебютировал на 36 месте в чарте Heavy Metal в том же журнале, где через месяц достиг пикового 30 места, продержавшись там шесть недель. 8 сентября альбом дебютировал на 38 месте в чарте AOR Albums журнала Radio & Records, где через неделю достиг пикового 36 места и всего продержался в чарте четыре недели.
24 июля 1989 года фирма Mercury Records разослала композицию «Bang» по почте 60 музыкально активным радиостанциям Америки, 8 из которых поставили трек в первый же день. 4 августа песня была в ротации 19 радиостанций. 11 августа песня дебютировала на 73 месте чарта Hard Hundred американского журнала The Hard Report (35 радиостанций Америки), где 22 сентября достигла пикового 43 места (73 радиостанций Америки) и всего провела в чарте девять недель. 25 августа песня дебютировала на 60 месте в чарте AOR Tracks журнала Radio & Records (54 радиостанций Америки), где через месяц достигла пикового 43 места (78 радиостанций Америки) и всего провела в чарте шесть недель. Сингл «Bang» дебютировал на 47 месте в чарте Album Rock Tracks американского журнала Billboard 23 сентября 1989 года, а через две недели достиг 41 места, выше которого больше не поднимался и всего провёл в чарте четыре недели. К середине октября песня постепенно исчезла из радиоэфиров, где находилась три месяца.
Композиция «Peace in Our Time» попала в ротацию 14 американских радиостанций в середине ноября 1989 года. 8 декабря дебютировала на 98 месте чарта Hard Hundred американского журнала The Hard Report. 15 декабря песня была в ротации 38 радиостанций. К середине января 1990 года песня постепенно исчезла из радиоэфиров, где находилась два месяца.
Композиция «Try to Find Me» попала в ротацию нескольких американских радиостанций в конце февраля 1990 года. Сингл «Try to Find Me» дебютировал на 92 месте в чарте Billboard Hot 100 28 апреля 1990 года, а через две недели достиг 81 места, выше которого больше не поднимался и всего пробыл в чарте 6 недель. К концу мая песня постепенно исчезла из радиоэфиров, где находилась три месяца.

### Альбом
| Чарт                          | Год проведения чарта | Страна   | Количество недель в чарте | Наивысшая позиция в чарте |
| ----------------------------- | -------------------- | -------- | ------------------------- | ------------------------- |
| Billboard 200                 | 1989                 | США      | 21                        | 80                        |
| Top 60 LP’s (The Hard Report) | 1989                 | США      | 6                         | 39                        |
| AOR Albums (Radio & Records)  | 1989                 | США      | 4                         | 36                        |
| Top 200 Albums (Cashbox)      | 1989                 | США      | 22                        | 80                        |
| Heavy Metal (Cashbox)         | 1989                 | США      | 6                         | 30                        |
| VG-lista                      | 1989                 | Норвегия | 12                        | 9                         |

### Синглы
| Чарт                           | Год проведения чарта | Страна   | Сингл               | Количество недель в чарте | Наивысшая позиция в чарте |
| ------------------------------ | -------------------- | -------- | ------------------- | ------------------------- | ------------------------- |
| Album Rock Tracks              | 1989                 | США      | «Bang»              | 4                         | 41                        |
| Hard Hundred (The Hard Report) | 1989                 | США      | «Bang»              | 9                         | 43                        |
| AOR Tracks (Radio & Records)   | 1989                 | США      | «Bang»              | 6                         | 43                        |
| VG-lista                       | 1989                 | Норвегия | «Bang»              | 6                         | 5                         |
| Hard Hundred (The Hard Report) | 1989                 | США      | «Peace in Our Time» | 1                         | 98                        |
| Billboard Hot 100              | 1990                 | США      | «Try to Find Me»    | 6                         | 81                        |

## Сертификации
| Регион | Сертификация | Продажи |
| --- | ------------ | ------- |
| Дания (IFPI Danmark) | Золотой      | 50 000  |
| * Данные о продажах приведены только на основе сертификации. ^ Данные о тиражах приведены только на основе сертификации. |              |         |

## Издания
8 августа 1989 года американская фирма Mercury Records (компании PolyGram Records, Inc.) выпустила альбом Gorky Park на грампластинках, компакт-дисках и аудиокассетах в США. Альбом был выпущен в нескольких странах: в США компания PolyGram Records выпустила альбом на фирме Mercury Records, в Европе — на фирме Vertigo Records (на релизах стоял логотип родительской компании Phonogram Inc.), а в Японии — на фирме Nippon Phonogram.
В 1990 году Стас Намин выпустил грампластинку в СССР тиражом в 70 тысяч экземпляров. На её обложке изображена скульптура «Рабочий и колхозница».
| Страна / Регион              | Лейбл                            | Год релиза и носитель            |
| ---------------------------- | -------------------------------- | -------------------------------- |
| США                          | Mercury Records                  | 8 августа 1989 года (LP, CD, MC) |
| Германия                     | Mercury Records/Vertigo Records  | 1989 (CD)                        |
| Дания                        | Mercury Records/Vertigo Records  | 1989 (CD)                        |
| Великобритания               | Vertigo Records                  | 1989 (LP)                        |
| Голландия                    | Vertigo Records                  | 1989 (LP, MC)                    |
| Япония                       | Mercury Records/Nippon Phonogram | 3 октября 1989 года (CD)         |
| Канада                       | Mercury Records                  | 1989 (MC)                        |
| Новая Зеландия               | Mercury Records/Vertigo Records  | 1989 (MC)                        |
| Греция                       | Vertigo Records                  | 1989 (LP)                        |
| Зимбабве                     | Mercury Records                  | 23 октября 1989 года (LP)        |
| Северная Африка              | Mercury Records                  | 1989 (LP)                        |
| Сингапур, Малайзия и Гонконг | Mercury Records                  | 1989 (MC)                        |
| Индонезия                    | PolyGram, King’s                 | 1989 (MC)                        |
| Гватемала                    | Mercury Records/Vertigo Records  | 1989 (MC)                        |
| СССР                         | SNC Records                      | 1990, 1993 (LP)                  |
| Югославия                    | Mercury Records                  | 1990 (LP, MC)                    |
| Мексика                      | Mercury Records                  | 1990 (LP)                        |
| Южная Корея                  | Mercury Records                  | 1990 (LP)                        |
| Россия                       | SNC Records                      | 1991, 1994 (CD)                  |